# NGC 1075
NGC 1075 este o galaxie lenticulară situată în constelația Balena. A fost descoperită în 28 noiembrie 1885 de către Francis Leavenworth.